# Вила-Боа (Сабугал)
Вила-Боа (порт. Vila Boa) — населённый пункт и район в Португалии, входит в округ Гуарда. Является составной частью муниципалитета Сабугал. По старому административному делению входил в провинцию Бейра-Алта. Входит в экономико-статистический субрегион Бейра-Интериор-Норте, который входит в Центральный регион. Население составляет 370 человек на 2001 год. Занимает площадь 10,73 км².
Покровителем района считается Апостол Пётр (порт. São Pedro).